# The Silent Force
The Silent Force er det tredje studiealbum fra det hollandske goth metalband Within Temptation, udgivet 15. november 2004.
Den er udgivet i tre versioner: en grundversion med cd-cover og uden booklet, en standardversion med cd-cover og en 8-sidet booklet og en bonusversion som en digipak med luksuriøst kunstværk, forbedret cd-rom indhold og to bonusnumre (se nedenfor).
Kun to måneder efter udgivelses-datoen, solgte albummet guld i Tyskland, Holland og Belgien og i midten af 2005 også i Finland. Det forgående album Mother Earth solgte også guld i Tyskland, solgte Platin i Holland, og blev i Tyskland på albumlisten i 30 uger.

## Spor
1. "Intro" – 1:58
2. "See Who I Am" – 4:52
3. "Jillian (I'd Give MY Heart" – 4:47
4. "Stand My Ground" – 4:28
5. "Pale" – 4:28
6. "Forsaken" – 4:54
7. "Angels" – 4:00
8. "Memories" – 3:51
9. "Aquarius" – 4:47
10. "It's The Fear" – 4:07
11. "Somewhere" – 4:14

### Bonus tracks
GUN Records Realease
1. "A Dangerous Mind" – 4:17
2. "The Swan Song" – 3:58

Roadrunner Records Realease
1. "Destroyed (Demo Version)" – 4:52
2. "Jane Doe" – 4:30